# Blood & Truth
Blood & Truth (с англ. — «Кровь и истина») — компьютерная игра в жанре шутера от первого лица, разработанная London Studio под издательством Sony Interactive Entertainment. Выход игры состоялся 28 мая 2019 года для PlayStation 4.

## Геймплей
Игрок берёт на себя управление бывшим спецназовцем Райаном Марксом, главной целью которого является спасением своей семьи от лондонского криминального авторитета. Игроки могут прятаться за укрытие и находить различные оружия. Игроки также могут взаимодействовать с окружающими объектами.

## Разработка
Изначально предполагалось что игра станет частью серии The Getaway. Разработчики основывали сюжет из классических голливудских блокбастерах. Официально игру анонсировала Sony Interactive Entertainment на Paris Games Week. Была выпущена для виртуальной реальности PlayStation VR 28 мая 2019.

## Сюжет
Игра начинается с того, что Райана Маркс допрашивает агент по имени Карсон, который объясняет его текущую ситуацию. Во время допроса воспоминания показывают события, которые произошли вплоть до допроса.
Райан проникает в здание и спасает своего солдата Дикона, и оба убегают из здания до того, как Райану сообщили, что его отец умер от сердечного приступа. Райана отправляют домой в Лондон, и его забирает его брат Ник из аэропорта. После похорон Райан встречается со своей матерью Энн, но затем они прерываются перестрелкой, и семье противостоят Тони Шарп, лондонский криминальный авторитет, Кайла, женщина, которая предположительно работает на Тони и убивает одного из телохранителей Энн, и брат Тони Кич.
Кич держит семью под дулом пистолета, но Ник обманывает его, думая, что пистолет на предохранителе. В этот момент Мишель и Ник хватают Кича и нокаутируют его, затем семья убегает в свой скрытый безопасный дом.
Затем семья обнаруживает, что Тони будет в своем частном казино, и Райан добровольно отправляется проникнуть в казино и убить Тони, хотя Энн неохотно соглашается на этот план
Райан успешно проникает в казино, но обнаруживает, что Тони нет в здании и находится в его художественной галерее, но Кич все еще остается и выслеживает его в гостиничном номере. Оснастив казино бомбами, Райан противостоит Кичу и преследует его через здание. Как только он останавливает Кича, Райан спрашивает его о том, где находится Тони, но Кич не знает, где он. Затем Кич внезапно был убит бронированным охранником, и Райану удалось сбежать и взорвать казино с помощью бомб, которые он подстроил.
Райан входит в художественную галерею в течение дня и обнаруживает отдельную комнату, которая может содержать информацию. Затем Райан и Ник пробираются в галерею ночью и разрушают большинство экспонатов. Братья также могут найти документы, которые все связаны с аэродромом Фалстед.
Вернувшись в безопасный дом, Тони звонит братьям вместе с Мишель, чтобы сообщить им, что он схватил Анну и держал ее в Башнях Фрисон, здании, которое подлежит сносу.
Братья и сестры работают вместе, чтобы спасти Анну, и Райану удается избежать сноса, однако, Энн затем убивается Кайлой, а Мишель и Райан, по-видимому, арестованы полицией, и Ник отправляется на охоту на Тони. Вернувшись в комнату для допросов, Райан понимает, что Карсон пытается завербовать его, чтобы убить Тони, которому Райан соглашается помочь ему, одновременно гарантируя безопасность Мишель. Карсон также сообщает, что есть секретная организация, которая помогает Тони.
Райан проникает в аэродром Falstead, надеясь найти Ника, и узнает, как работает организация. Они продают материалы черного рынка и используют деньги, чтобы контролировать общество из тени. Райан тогда сбегает с аэродрома.
Карсон может отследить, откуда поступают материалы, и отправить Диакона в убежище, и они вместе планируют проникнуть в источник и внедрить троян в системы.
План идет хорошо до тех пор, пока Райана не выбьет из строя газ и не поймают Тони и Каля, которые сообщают, что они также убили Ника. Хотя Тони приказывает Кейле оставаться в комнате со связанным Райаном, поскольку Тони отправляется на поиски Мишель-Кайлы, бросает Тони и рассказывает, что она работает на организацию, тот факт, что папа Райанс первоначально собирался работать с этой организацией, но потому что он умер, их заставили работать с Тони, и, наконец, он узнал, что она знает Карсона, и просит Райана сказать ему: «Аманда говорит привет».
Райан покидает свой плен с помощью дьякона, и Райан проникает в башню Тони в одиночку. Но когда он противостоит ему, Тони показывает, что он прячется за пуленепробиваемым стеклом и убегает, а Райан следует за ним.
С помощью Мишель Райан может преследовать Тони на своем частном самолете и прыгает на борт в середине полета. В самолете Карсон говорит Райану, что в самолете есть бомба, которая должна взорваться, Райан противостоит Тони и имеет возможность убить Тони или послушать Тони, когда он рассказывает детскую историю. В любом случае, самолет взрывается с Тони внутри, и Райана выбрасывают из самолета, но выживает благодаря парашюту, который он обнаружил ранее в самолете.
Через несколько минут Карсон объясняет Райану, что настоящее имя Кайлы - Аманда Кинкейд, и что она была уважаемой сотрудницей ЦРУ, но затем она исчезла, чтобы работать с организацией. Райан и Карсон тогда соглашаются преследовать организацию.

## Оценки
| Сводный рейтинг | Сводный рейтинг |
| Агрегатор       | Оценка          |
| --------------- | --------------- |
| GameRankings    | 81,44 %         |

В целом игра получила положительные отзывы от критиков Metacritic и сайта IGN. В Британии заняла первое место по продажам для VR.

### Награды
| Год  | Награда                                             | Категория                      | Результаты | Примечания |
| ---- | --------------------------------------------------- | ------------------------------ | ---------- | ---------- |
| 2019 | The Independent Game Developers' Association Awards | Best Action and Adventure Game | Номинация  | [ 16 ]     |
| 2019 | The Independent Game Developers' Association Awards | Creativity Award               | Номинация  | [ 16 ]     |
| 2019 | The Independent Game Developers' Association Awards | Heritage Award                 | Победа     | [ 16 ]     |
| 2019 | The Independent Game Developers' Association Awards | Best Visual Design             | Номинация  | [ 16 ]     |
| 2019 | Golden Joystick Awards                              | Best VR/AR Game                | Номинация  | [ 17 ]     |
| 2019 | Golden Joystick Awards                              | PlayStation Game of the Year   | Номинация  | [ 17 ]     |
| 2019 | The Game Awards 2019                                | Best VR/AR Game                | Номинация  | [ 18 ]     |